# Oasis (film, 1955)
Pour les articles homonymes, voir Oasis (homonymie).
Pour plus de détails, voir Fiche technique et Distribution.
Oasis est un film franco-allemand réalisé par Yves Allégret, sorti en 1955.

## Synopsis
Un groupe de négociants en or veut se débarrasser d'un trafiquant, Antoine Vallin, installé dans une oasis saharienne, qui leur porte préjudice. Deux jeunes femmes sans scrupules sont engagées pour le surveiller, une Française, Françoise Lignières, et une Suédoise, Karine Salstroem. Karine devient rapidement la maîtresse du trafiquant, mais c'est finalement Françoise, séduite par l'humanité de Vallin, qui parviendra à le sauver de la mort.

## Fiche technique
- Titre : Oasis
- Réalisation : Yves Allégret
- Scénario : Joseph Kessel et Georges Kessel[1], d'après le roman Le Commandant de John Knittel, paru en 1933.
- Image : Roger Hubert
- Cadreur : Adolphe Charlet
- Son : Robert Teisseire et Hermann Storr
- Décors : Max Mellin (de), Wolf Englert (de) et Savin Couëlle
- Costumes : Hubert de Givenchy pour Michèle Morgan
- Montage : Claude Nicole
- Musique : Paul Misraki
- Assistant réalisateur : Alain Jessua et Jean-Pierre Marchand
- Scripte : Suzanne Bon[2]
- Maquillage : Hagop Arakelian
- Production : Gerd Oswald, Luggi Waldleitner
- Sociétés de production : Critérion Films (Paris), Roxy-Film (Munich)
- Tournage : octobre 1954 - janvier 1955, au Maroc : Agadir, Goulimine, Marrakech
- Pays de production :  France,  Allemagne de l'Ouest
- Format : Couleurs - 35 mm - 2,35:1, Cinémascope
- Genre : aventure saharienne
- Durée : 104 minutes
- Dates de sortie :
  - France : 20 avril 1955
  - Allemagne de l'Ouest : 18 mars 1955
- Affiche : Boris Grinsson (France)

## Distribution
- Michèle Morgan : Françoise Lignières
- Pierre Brasseur : Antoine Vallin
- Cornell Borchers : Karine Salstroem
- Grégoire Aslan : Pérez
- Max Elloy : Natkine
- Florelle : Madame Natkine
- Charles Régnier : Van Grouten
- Émile Genevois : Margis
- Jean Hébey : le guide
- Lucien Hubert : le gendarme
- Ulrich Beiger : le coiffeur
- Gilles Gallon : Juan
- Salem : Salem
- Bechara : Bechara
- Niko : Hassan

## Production

### Lieux de tournage
Le tournage a eu lieu à Goulimine au Maroc.

## Autour du film
- Le film a été simultanément tourné en version allemande, sous le titre Oase. Le rôle de Pierre Brasseur y est interprété par Carl Raddatz[3].
- Oasis est le deuxième film français tourné en cinémascope, après Fortune carrée, également sur un scénario de Joseph Kessel d'après son roman.